# Südtirol 24h
Südtirol 24h war eine deutschsprachige Südtiroler Tageszeitung, die von September 2003 bis Oktober 2004 in Bozen erschien. Ihr Untertitel lautete Die schnelle Tageszeitung für Politik, Wirtschaft und Kultur. Gedruckt wurde sie im Broadsheet-Format. Eine Besonderheit war ihr äußerst knapper Umfang von lediglich vier Druckseiten und der entsprechend niedrige Preis von 30 Cent.

## Geschichte
Gegründet wurde Südtirol 24h vom Bozner Verlagshaus ff-Media GmbH, Herausgeber des Südtiroler Wochenmagazins „ff“, mit dem Ziel, neben der Dolomiten und der Neuen Südtiroler Tageszeitung eine dritte deutschsprachige Tageszeitung auf dem Südtiroler Markt zu platzieren. Ausgaben erschienen von Dienstag bis Samstag. Erster und einziger Chefredakteur in der Geschichte des Blatts war Hans Karl Peterlini.
Nach rund einem Jahr entschloss sich das Verlagshaus zur Einstellung der Publikation. Anstatt der erhofften 7000 Abonnenten und 10.000 täglich verkauften Exemplare hatte Südtirol 24h zuletzt nur 2000 Abonnenten und eine verschwindend geringe Anzahl frei verkaufter Exemplare.